# Prunella (botanica)
Prunella L., 1753 è un genere di piante spermatofite dicotiledoni della famiglia delle Lamiaceae.

## Etimologia
Il nome generico (Prunella) deriva da una parola tedesca ("die Braune" o "die Breune") per indicare una infiammazione delle tonsille, una malattia per la cui cura in passato si usava questa pianta. In realtà il nome di questo genere inizialmente era Brunella, usato per la prima volta dal botanico francese Joseph Pitton de Tournefort (Aix-en-Provence, 5 giugno 1656 – Parigi, 28 dicembre 1708). È stato successivamente Linneo (1707 – 1778), conosciuto anche come Carl von Linné a modificare il nome del genere (non è spiegato il perché) in Prunella.
Il nome scientifico del genere è stato definito da Linneo (1707 – 1778), conosciuto anche come Carl von Linné, biologo e scrittore svedese considerato il padre della moderna classificazione scientifica degli organismi viventi, nella pubblicazione "Species Plantarum - 2. 1753" del 1753.

## Descrizione

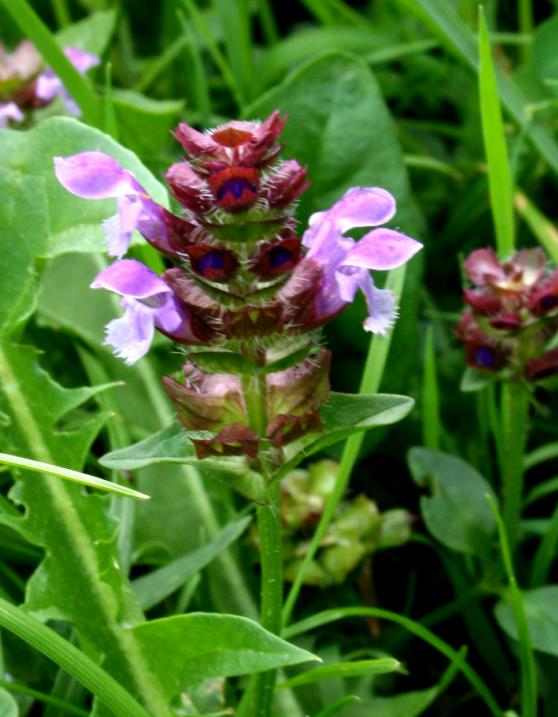
Prunella vulgaris

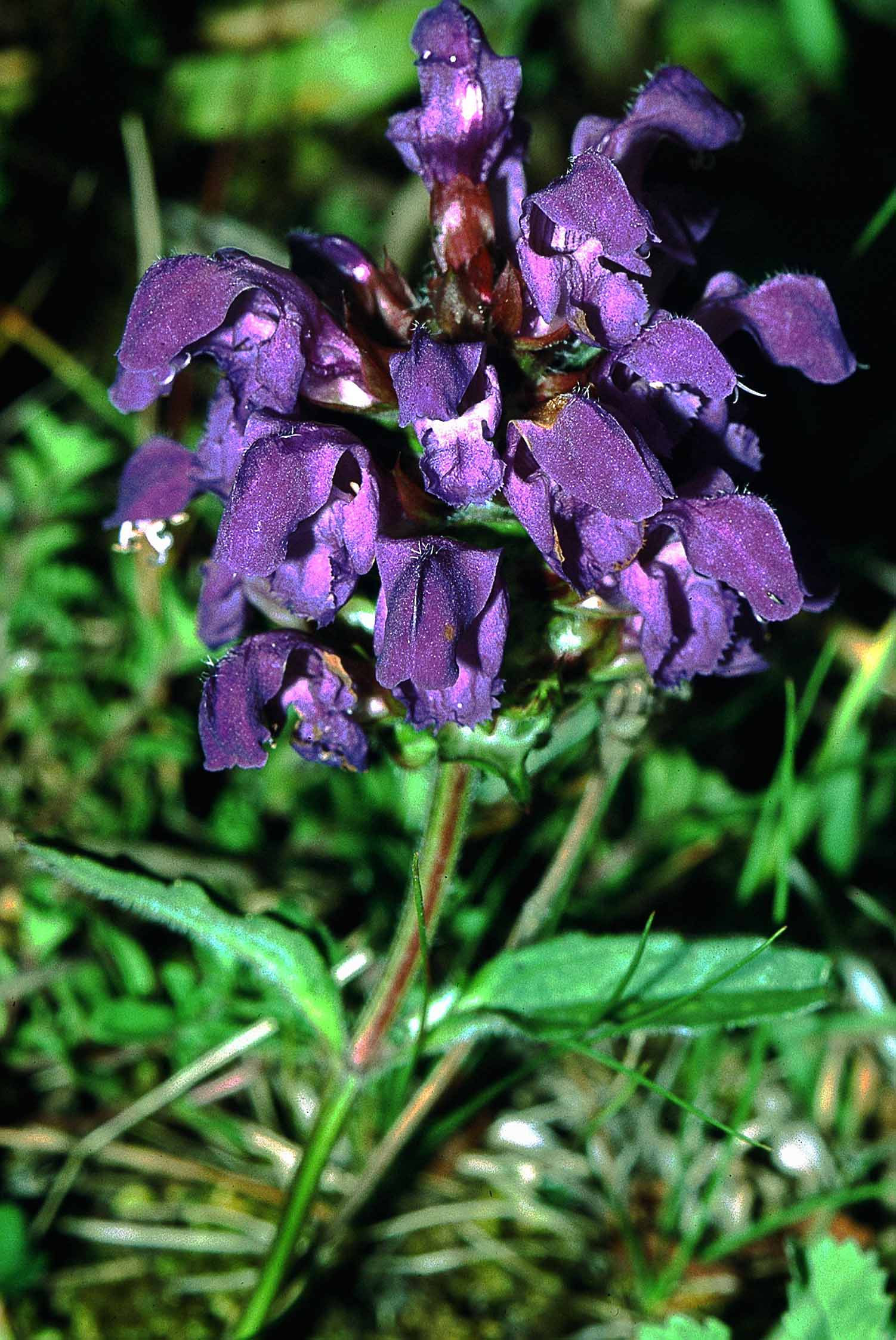
Prunella grandiflora

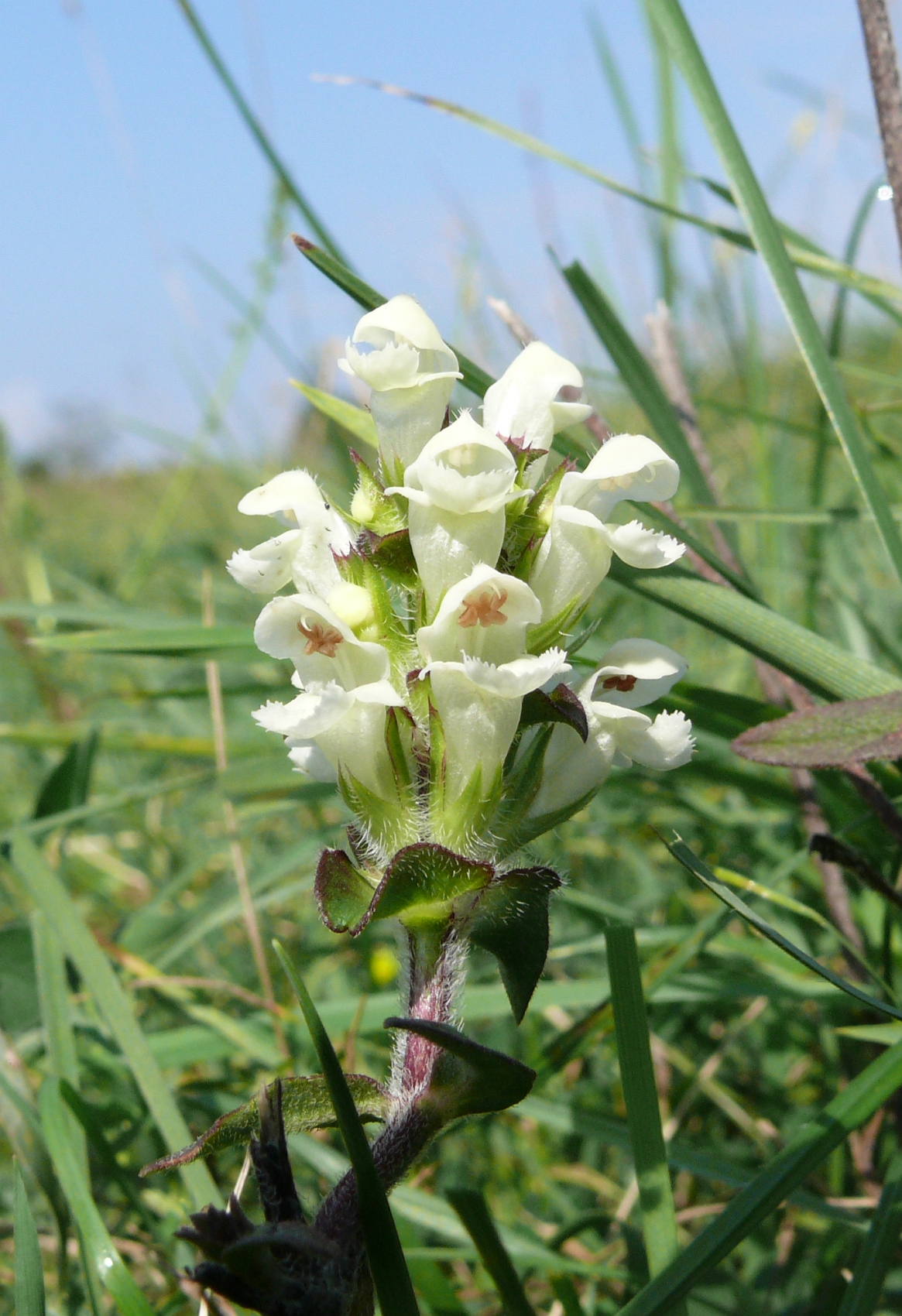
Prunella laciniata

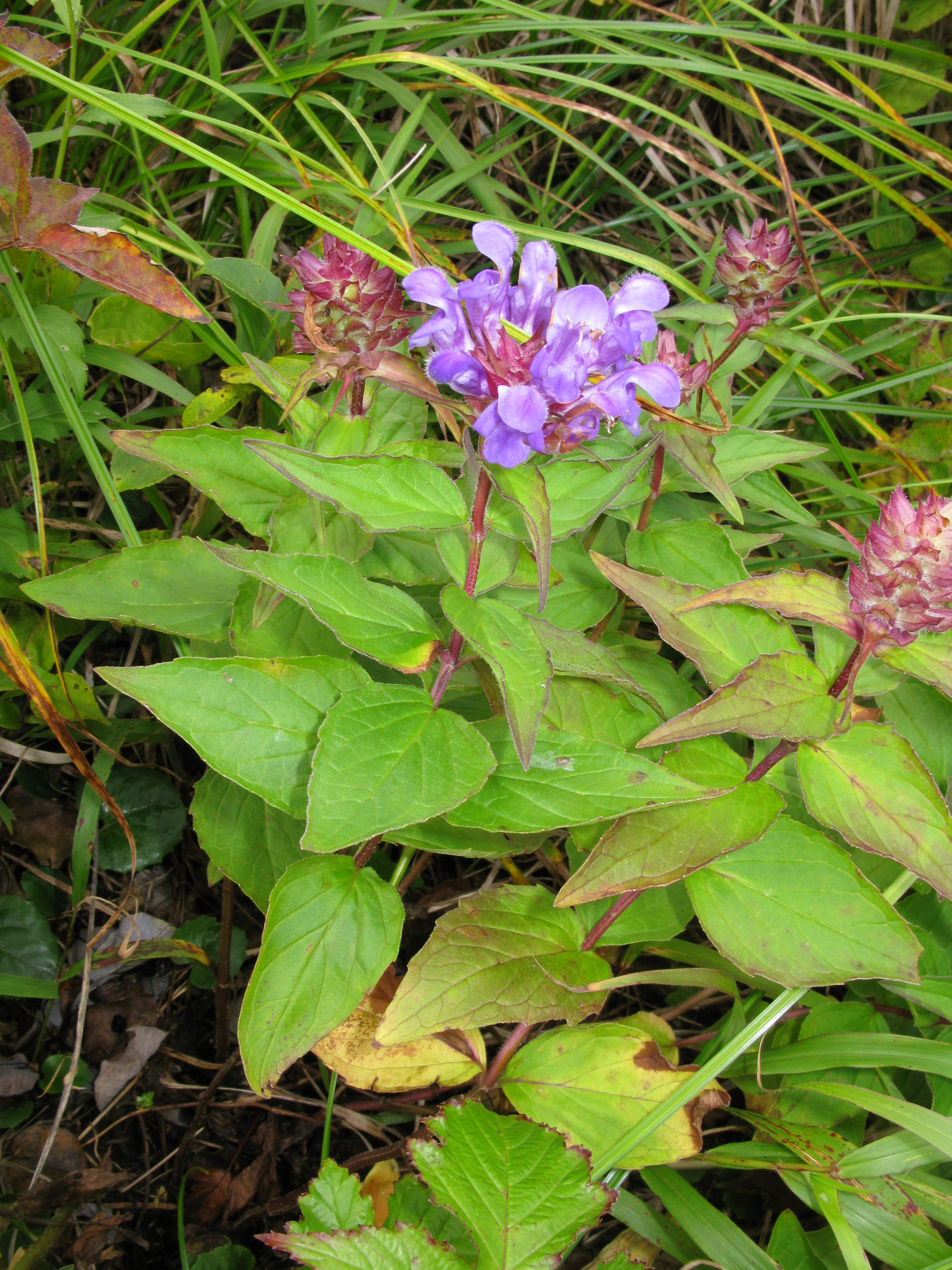
Prunella prunelliformis

Queste piante sono alte da pochi centimetri al massimo 50 cm. La forma biologica prevalente è emicriptofita scaposa (H scap), ossia in generale sono piante erbacee, a ciclo biologico perenne, con gemme svernanti al livello del suolo e protette dalla lettiera o dalla neve e sono dotate di un asse fiorale eretto e spesso privo di foglie. Non sono piante aromatiche.

### Radici
Le radici consistono di molte radichette secondarie generate dal rizoma.

### Fusto
- Parte ipogea: è un rizoma che talvolta presenta degli stoloni superficiali.
- Parte epigea: è pubescente, fragile a portamento ascendente – eretto; la base può essere ramificata. La sezione del fusto è quadrangolare a causa della presenza di fasci di collenchima posti nei quattro vertici, mentre le quattro facce sono concave.

### Foglie
Le foglie hanno una forma ovata e si dividono in basali e cauline. Le foglie basali formano una rosetta e sono disposte a coppie e sono picciolate. I margini possono essere interi, crenati, seghettati, laciniati o pennatofidi; sulla superficie sono inoltre presenti delle nervature secondarie evidenti. Le foglie cauline sono disposte in modo opposto e ogni verticillo è alternato rispetto al precedente; sono inoltre più brevemente picciolate (a volte sono sessili); sono leggermente dentate e più lanceolate di quelle basali. 

### Infiorescenza
L'infiorescenza è una spiga apicale ovoidale o ovale-globosa: tutti i fiori (normalmente 6) sono addensati nell'estremità superiore del fusto. Caratteristici sono i verticilli delle numerose brattee membranose che in modo embricato coprono i calici dei fiori. Le brattee sono ampiamente ovato-acuminate e cigliate sui margini. Alla base dell‘infiorescenza è presente una coppia di foglie opposte (brattee reniformi appuntite (appendice apicale sottile). I fiori sono brevemente pedicellati.

### Fiore
I fiori sono ermafroditi, zigomorfi, tetrameri (4-ciclici), ossia con quattro verticilli (calice – corolla – androceo – gineceo) e pentameri (5-meri: la corolla e il calice - il perianzio - sono a 5 parti).
- Formula fiorale. Per la famiglia di queste piante viene indicata la seguente formula fiorale:

X, K (5), [C (2+3), A 2+2] G (2), (supero), 4 nucule
- Calice: il calice è gamosepalo e sub-zigomorfo (debolmente bilabiato) con peli patenti. Il tubo ha una forma da tubolare a campanulata appiattita dorsoventralmente con 10 venature irregolari. La parte terminale è bilabiata col lobo superiore tridentato e quello inferiore bidentato (i denti sono lanceolati). Il calice può essere persistente.

- Corolla: la corolla è zigomorfa, gamopetala di colore blu - violaceo, rosso, giallo, bianco o porpora. La forma è quella di un largo tubo ascendente, pubescente all'interno (è presente un anello di peli), e terminante con una forma allargata bilabiata a quattro lobi (struttura 1/3): il labbro superiore è alto e più grande di quello inferiore, arcuato e bilobo; mentre quello inferiore pendulo è espanso e trilobo (il lobo centrale è più grande dei due laterali).

- Androceo: l'androceo possiede quattro stami didinami. I filamenti sono glabri, sono adnati alla corolla, sono tutti paralleli e ascendenti sotto il labbro posteriore, sono incurvati in avanti ed emergono dalla corolla (a volte quelli posteriori sono più corti). Le antere hanno due teche con forme ellissoidi, distinte e divaricate o confluenti; le antere sono inoltre più o meno parallele ai filamenti. I granuli pollinici sono del tipo tricolpato o esacolpato. Il disco nettario non è lobato ed è ricco di sostanze zuccherine.

- Gineceo: l'ovario è supero formato da due carpelli saldati (ovario bicarpellare) ed è 4-loculare per la presenza di falsi setti divisori all'interno dei due carpelli. L'ovario è glabro. La placentazione è assile. Gli ovuli sono 4 (uno per ogni presunto loculo), hanno un tegumento e sono tenuinucellati (con la nocella, stadio primordiale dell'ovulo, ridotta a poche cellule). Lo stilo inserito alla base dell'ovario (stilo ginobasico) è del tipo filiforme ed è glabro. Lo stigma è bilobo con due lobi subulati oppure a 4 lobi corti e subuguali.

### Frutti
Il frutto è uno schizocarpo (tetrachenio o in generale poliachenio) formato da quattro loculi e con diversi semi bruni.

## Riproduzione
- Impollinazione: l'impollinazione avviene tramite insetti tipo ditteri e imenotteri (impollinazione entomogama).[7][13] Inoltre alcune piante sono mellifere e quindi ricercate dalle api da miele.
- Riproduzione: la fecondazione avviene fondamentalmente tramite l'impollinazione dei fiori (vedi sopra).
- Dispersione: i semi cadendo a terra (dopo essere stati trasportati per alcuni metri dal vento – disseminazione anemocora) sono successivamente dispersi soprattutto da insetti tipo formiche (disseminazione mirmecoria).[14]  I semi hanno una appendice oleosa (elaisomi, sostanze ricche di grassi, proteine e zuccheri) che attrae le formiche durante i loro spostamenti alla ricerca di cibo.[15]

## Distribuzione e habitat
- Distribuzione : l'area di origine del genere deve porsi in un lontanissimo passato nel bacino mediterraneo; ma poi le varie specie si sono disperse in tutto il mondo. La maggior parte delle specie sono quindi native dell'Europa, ma anche dell'Asia, dell'Africa del Nord. Alcune specie naturalizzate si trovano nel Cile e in Argentina.[6]
- Habitat: allo stato spontaneo (in Europa) si trovano a tutte le quote (fino a 2000 m s.l.m.) in terreni calcarei, ben drenati, leggeri e soleggiati; ma anche nei pascoli, siepi e al limite delle boscaglie.[4]

### Distribuzione delle specie alpine
Tutte e quattro le specie presenti sul territorio italiano si trovano sull'arco alpino. La tabella seguente mette in evidenza alcuni dati relativi all'habitat, al substrato e alla distribuzione delle specie alpine.
| Specie | Comunità vegetali | Piani vegetazionali         | Substrato  | pH     | Livello trofico | H2O   | Ambiente | Zona alpina                         |
| --- | ----------------- | --------------------------- | ---------- | ------ | --------------- | ----- | -------- | ----------------------------------- |
| Prunella grandiflora | 9                 | subalpino montano collinare | Ca - Ca/Si | neutro | basso           | secco | F2       | tutto l'arco alpino                 |
| Prunella hyssopifolia | 11                | collinare                   | Ca         | basico | basso           | secco | F2 F3    | SV IM                               |
| Prunella laciniata | 9                 | montano collinare           | Ca - Si    | neutro | basso           | secco | F2       | tutto l'arco alpino (escluso TO SV) |
| Prunella vulgaris | 11                | subalpino montano collinare | Ca - Si    | neutro | medio           | medio | B7 F3    | tutto l'arco alpino                 |
| Legenda e note alla tabella. Substrato: con “Ca/Si” si intendono rocce di carattere intermedio (calcari silicei e simili). Zona alpina: vengono prese in considerazione solo le zone alpine del territorio italiano (sono indicate le sigle delle province). Comunità vegetali: 9 = comunità a emicriptofite e camefite delle praterie rase magre secche; 11 = comunità delle macro- e megaforbie terrestri. Ambienti: B7 = parchi, giardini, terreni sportivi; F2 = praterie rase, prati e pascoli dal piano collinare al subalpino; F3 = prati e pascoli mesofili e igrofili. |                   |                             |            |        |                 |       |          |                                     |

## Tassonomia
La famiglia di appartenenza della specie (Lamiaceae), molto numerosa con circa 250 generi e quasi 7000 specie, ha il principale centro di differenziazione nel bacino del Mediterraneo e sono piante per lo più xerofile (in Brasile sono presenti anche specie arboree). Per la presenza di sostanze aromatiche, molte specie di questa famiglia sono usate in cucina come condimento, in profumeria, liquoreria e farmacia. La famiglia è suddivisa in 7 sottofamiglie; il genere Prunella è descritto all'interno della sottotribù Prunellinae appartenente alla sottofamiglia Nepetoideae (tribù Mentheae).
Il numero cromosomico delle specie di questo genere è: 2n = 28, 30, 32.

### Specie spontanee della flora italiana
Per meglio comprendere ed individuare le 4 specie del genere (solamente per le specie spontanee della flora spontanea italiana) l'elenco che segue utilizza il sistema delle chiavi analitiche:
- Gruppo 1A : foglie larghe da 10 a 25 mm con evidenti nervi secondari;

- Gruppo 2A : la base dell'infiorescenza è avvolta da due foglie; corolla di dimensioni medie da 12 a 17 mm;

- Gruppo 3A : foglie cauline pennatopartite; il colore della corolla è giallo-pallido o biancastro:

Prunella laciniata (L.)  – Prunella gialla : tutta la pianta è densamente villosa con peli eretti; si trova in quasi tutta la Penisola fino a 1400 m s.l.m..
- Gruppo 3B : le foglie cauline sono lanceolate e intere; la corolla è di colore violetto :

Prunella vulgaris (L.)  – Prunella comune o Brunella : comune su tutto il territorio dal piano fino a 2000 m s.l.m..
- Gruppo 2B : infiorescenza libera da foglie avvolgenti (sono presenti solo le due brattee alla base dell'infiorescenza); corolla lunga da 24 a 26 mm;

Prunella grandiflora (L.) Scholler – Prunella delle Alpi : i fiori sono i più grandi della specie; si trova solo sui pascoli subalpini del Nord Italia fino a 2400 m s.l.m..
- Gruppo 1B : larghezza delle foglie minore di 10 mm e uninervie;

Prunella hyssopifolia L. – Prunella a foglie strette : fiori di colore violetto (a volte anche pallido); è presente solamente in Liguria fino agli 800 m s.l.m..

### Elenco specie
Elenco delle specie del genere Prunella:
- Prunella albanica Pénzes
- Prunella cretensis  Gand.
- Prunella grandiflora  (L.) Scholler
- Prunella hyssopifolia  L.
- Prunella laciniata  (L.) L.
- Prunella orientalis  Bornm.
- Prunella prunelliformis  (Maxim.) Makino
- Prunella vulgaris  L.

### Ibridi
Nell'elenco seguente sono indicati alcuni ibridi interspecifici:
- Prunella × bicolor Beck
- Prunella × codinae  Sennen
- Prunella × gentianifolia  Pau
- Prunella × intermedia  Link
- Prunella × surrecta  Dumort.

### Sinonimi
L'entità di questa voce ha avuto nel tempo diverse nomenclature. L'elenco seguente indica alcuni tra i sinonimi più frequenti:
- Brumella Mill., 1754
- Prunellopsis Kudô, 1920

## Usi

### Farmacia
Sono piante che nella medicina popolare sono molto usate per diversi trattamenti di lievi disturbi come intossicazione alimentare, bolle cutanee, tagli e infiammazioni in genere. In Cina alcune piante della specie sono usate come bevande a base di erbe per il trattamento di lievi disturbi corporei.

### Cucina
Le foglie primaticce della Prunella vulgaris  sono usate come insalata anche se hanno un leggero sapore amarognolo.

### Giardinaggio
L'impiego più importante delle specie di questo genere è nel giardinaggio. Con successo, specialmente la Prunella grandiflora grazie ai suoi grandi fiori, si adattano bene a formare aiuole, bordure, ma anche ad ornare i giardini rocciosi.

### Altro
Le piante della specie Prunella  sono il cibo preferito di larve di alcuni lepidotteri della specie Coleophora albitarsella.